# Stumpfenbach
Stumpfenbach ist ein Gemeindeteil des Marktes Altomünster im oberbayerischen Landkreis Dachau. Zur Gemarkung gehören noch das Dorf Deutenhofen, der Weiler Hohenried und die Einöden Erlau und Sengenried.

## Lage
Das Dorf Stumpfenbach und seine Ortsteile liegen im Donau-Isar-Hügelland und damit im Unterbayerischen Hügelland, das zum Alpenvorland, einer der naturräumlichen Haupteinheiten Deutschlands, gehört.
Stumpfenbach liegt direkt angrenzend südlich des Hauptortes Altomünster und ist fast mit ihm verwachsen. Deutenhofen liegt südöstlich, Erlau östlich und Hohenried und Sengenried nördlich von Stumpfenbach.
Zwischen Hohenried und Sengenried verläuft in südwestlich-nordöstlicher Richtung die Kreisstraße DAH 2 von Altomünster nach Pipinsried. Ansonsten sind sämtliche Ortschaften nur durch Ortsverbindungsstraßen verbunden.
Stumpfenbach liegt an der Bahnstrecke Dachau–Altomünster, besitzt aber keine eigene Haltestelle mehr, und am namengebenden Stumpfenbach, einem linken Zufluss des Zeitlbachs.

## Geschichte

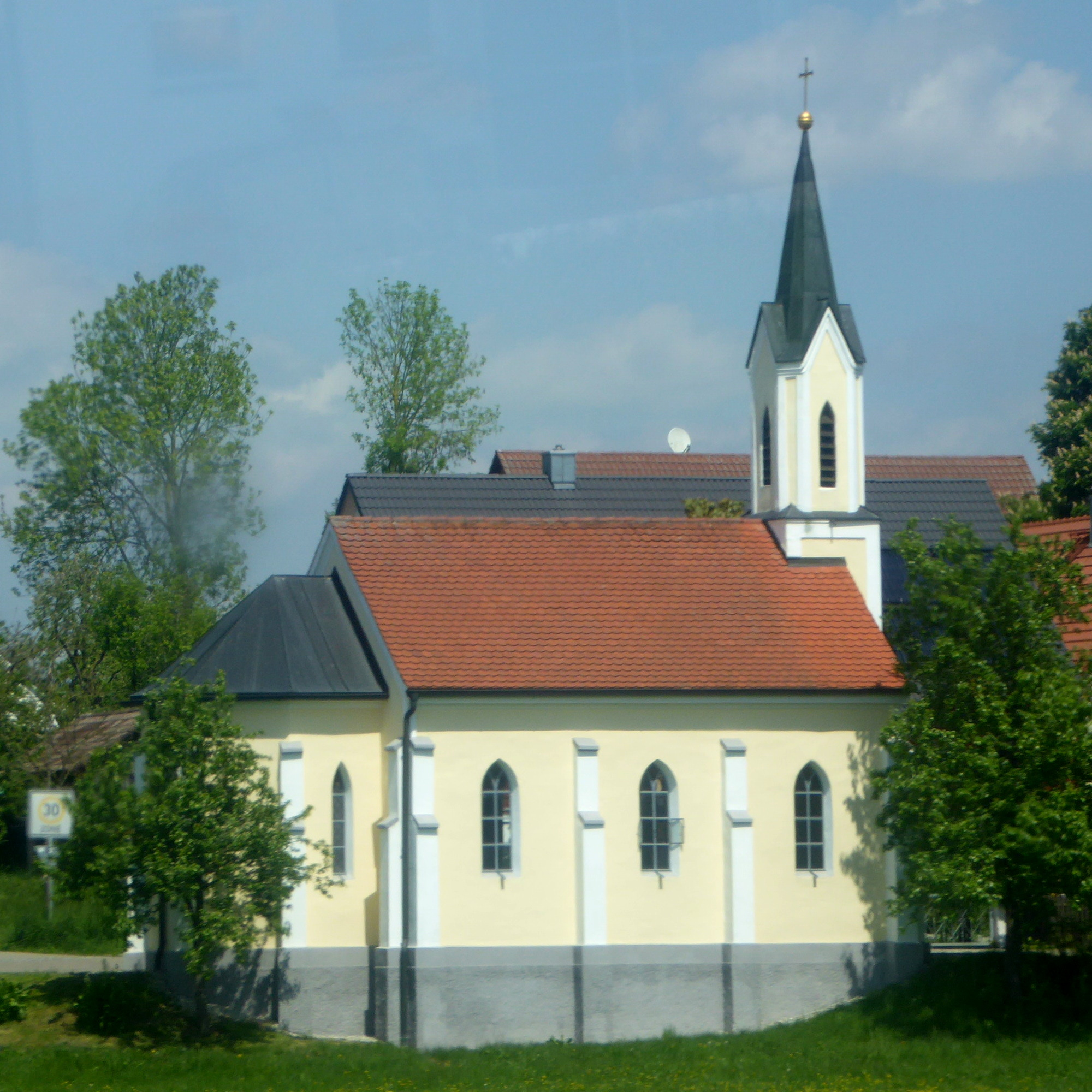
Kapelle St. Ulrich

Stumpfenbach wird bereits im Jahr 925 im Traditionsbuch der Bischofskirche Salzburg als „Stumphinpah“ genannt. Mit seinen Ortsteilen war es eine selbständige Gemeinde im oberbayerischen Landkreis Aichach. Am 1. Januar 1972 kam im Zuge der Gebietsreform in Bayern Stumpfenbach mit seinen Ortsteile zum ebenfalls oberbayerischen Landkreis Dachau und wurde am selben Tag nach Altomünster eingemeindet.

## Religion
Die Kapelle Sankt Ulrich und Sankt Leonhard in Stumpfenbach gehört ebenso wie sämtliche Stumpfenbacher Ortsteile zur katholischen Pfarrei Sankt Alto in Altomünster.